# Allgäuer Voralpen westlich der Iller
Allgäuer Voralpen westlich der Iller – podgrupa pasma Alp Algawskich. Leży w Niemczech, w Bawarii na pograniczu z Austrią. Popularny rejon narciarski.
Najwyższe szczyty:
- Hochgrat (1834 m)
- Rindalphorn (1821 m)
- Buralpkopf (1772 m)
- Stuiben (1749 m)
- Gündleskopf (1748 m)
- Sedererstuiben (1737 m)